# Co-Manager (Betriebsrat)
Als Co-Manager wird, vornehmlich von Sozialwissenschaftlern und Wirtschaftsjournalisten, ein Typus von Betriebsrat bezeichnet, der weit über die vom Betriebsverfassungsgesetz eingeräumten Mitbestimmungs- und Mitwirkungsrechte hinaus an wirtschaftlichen Entscheidungen seines Unternehmens beteiligt wird. In dieser Bedeutung geht der Begriff auf Walther Müller-Jentsch zurück.

## Erweiterte Aufgaben für Betriebsräte
Mit der Umsetzung von Lean-production- und Lean-Management-Ideen, verbunden mit starker Partizipation der Mitarbeiter, wurden seit den 1980er Jahren Betriebsräte zunehmend in eine neue Rolle gedrängt. Statt in mitbestimmungspflichtigen Angelegenheiten die vom Management vorgelegten Pläne zu beurteilen und zu genehmigen, waren sie aufgefordert, sich an deren Entwicklung zu beteiligen. Aus dem Recht zur frühzeitigen und umfassenden Information der Betriebsräte über die betrieblichen Vorhaben entstand eine Anforderung zu aktiver Mitgestaltung. Nach einer zunächst ablehnenden Grundhaltung der Gewerkschaften und dem Gros der Betriebsräte insbesondere gegenüber Partizipationsinstrumenten wie Qualitätszirkeln und den partizipativen Elementen der Gruppenarbeit gingen einige Betriebsräte in die Offensive und nahmen eine Rolle als Mitgestalter an.
Ein frühes Beispiel dafür liefert ein Kurzbericht von VW-Betriebsräten im November 1983 über die Herausforderung der flächendeckenden Einführung von „Qualitätszirkeln und Werkstattkreisen“ im Volkswagenwerk. Sie beklagten, dass Gewerkschaft und Betriebsrat dabei Gefahr laufen, „als Problemlösungs-Instanz ausgeschaltet oder zumindest weitgehend umgangen zu werden“ und fragten sich selbstkritisch, „ob wir weiterhin abwartend zusehen wollen, wie die unternehmerische Motivationspolitik uns buchstäblich die Butter vom Brot nimmt“. Mit der Absage an eine „totale Verneinungsstrategie“ stellten sie einen Katalog von Maßnahmen und Forderungen für ein aktives Eingreifen in diesen Prozess vor, der dann 1986 zum Abschluss einer Betriebsvereinbarung über „VW-Zirkel“ führte. Diese Betriebsräte, unter ihnen Klaus Volkert, drängten ihre Gewerkschaft, die IG Metall, ein offensives Konzept zu den Qualitätszirkeln zu erarbeiten. Ein entsprechender Antrag zu diesem Komplex wurde auf dem Gewerkschaftstag 1986 der IG Metall auf Initiative des Rüsselsheimer Opel-Betriebsrats Klaus Franz eingebracht und verabschiedet.
Am Beginn des 21. Jahrhunderts sind sich aktiv einbringende Betriebsräte in vielen deutschen Unternehmen zum Bestandteil der Unternehmenskultur geworden. Mit der Bezeichnung Co-Manager werden besonders erfolgreiche und aktive Betriebsräte herausgehoben, die nicht nur Fragen der Arbeitsorganisation, sondern auch die Innovationspolitik und Unternehmensstrategie gemeinsam mit der Unternehmensleitung beraten und teilweise sogar initiieren.
So wurden beispielsweise die Sanierungsbemühungen bei Opel aktiv vom Betriebsratsvorsitzenden Klaus Franz vorangetrieben, gegenüber Staat und Öffentlichkeit vertreten und mit potentiellen Investoren erörtert. Auch bei den Gesprächen über eine Fusion der Autohersteller Porsche Automobil Holding und Volkswagen AG waren die Betriebsratsvorsitzenden beider Unternehmen, Uwe Hück und Bernd Osterloh, aktiv beteiligt.

## Rollenkonflikte
Einschätzungen zur Angemessenheit der Rolle des Co-Managers für den Betriebsrat sind nicht einheitlich. Einerseits wird das Risiko betont, dass Betriebsräte in einen Rollenkonflikt geraten, der sie gegenüber der Belegschaft zunehmend in Legitimitätsdefizite bringt. In spektakulärer Weise zeigte der Fall des wegen Untreue verurteilten Betriebsratsvorsitzenden von Volkswagen, Klaus Volkert, welchen Versuchungen Betriebsräte in solchen Machtpositionen ausgesetzt sind. Vor Gericht verteidigte er sich mit den Worten: Ich und die anderen, wir waren bei VW viel mehr als Arbeitnehmervertreter. Wir haben die Aufgaben von Managern übernommen und dazu hat uns der Vorstand des Konzerns auch ermutigt. Wir brachten unsere Erfahrung als Arbeitnehmervertreter zu allen Fragen ein, die für die Zukunft von VW wichtig waren. Andererseits wird konstatiert, dass jenseits dieser krassen, jedoch öffentlichkeitswirksamen Fälle des Missratens, ein breites Fundament gut funktionierender Kooperationen existiert, in denen als Co-Manager agierende Betriebsräte sich sogar mehr als andere auch als Gegenspieler der Geschäftsführung profilieren.

## TypischeCo-Managerder Automobilbranche
- Daniela Cavallo, Volkswagen
- Klaus Franz, Opel
- Uwe Hück, Porsche
- Erich Klemm, Daimler
- Bernd Osterloh, Volkswagen
- Klaus Volkert, Volkswagen